# Personer i Sverige födda i Nepal
Till personer i Sverige födda i Nepal räknas personer som är folkbokförda i Sverige och som har sitt ursprung i Nepal. Enligt Statistiska centralbyrån fanns det 2017 i Sverige sammanlagt cirka 1 000 personer födda i Nepal.

## Historisk utveckling

### Födda i Nepal
| Personer i Sverige födda i Nepal 2000–2024      | Personer i Sverige födda i Nepal 2000–2024 | Personer i Sverige födda i Nepal 2000–2024 | Personer i Sverige födda i Nepal 2000–2024 | Personer i Sverige födda i Nepal 2000–2024 |
| ----------------------------------------------- | ------------------------------------------ | ------------------------------------------ | ------------------------------------------ | ------------------------------------------ |
|                                                 |                                            |                                            |                                            |                                            |
| År                                              |                                            |                                            | Folkmängd                                  |                                            |
| 2000                                            | 2000                                       |                                            | 154                                        |                                            |
| 2001                                            | 2001                                       |                                            | 167                                        |                                            |
| 2002                                            | 2002                                       |                                            | 175                                        |                                            |
| 2003                                            | 2003                                       |                                            | 191                                        |                                            |
| 2004                                            | 2004                                       |                                            | 209                                        |                                            |
| 2005                                            | 2005                                       |                                            | 240                                        |                                            |
| 2006                                            | 2006                                       |                                            | 257                                        |                                            |
| 2007                                            | 2007                                       |                                            | 309                                        |                                            |
| 2008                                            | 2008                                       |                                            | 374                                        |                                            |
| 2009                                            | 2009                                       |                                            | 504                                        |                                            |
| 2010                                            | 2010                                       |                                            | 708                                        |                                            |
| 2011                                            | 2011                                       |                                            | 747                                        |                                            |
| 2012                                            | 2012                                       |                                            | 780                                        |                                            |
| 2013                                            | 2013                                       |                                            | 838                                        |                                            |
| 2014                                            | 2014                                       |                                            | 882                                        |                                            |
| 2015                                            | 2015                                       |                                            | 853                                        |                                            |
| 2016                                            | 2016                                       |                                            | 897                                        |                                            |
| 2017                                            | 2017                                       |                                            | 954                                        |                                            |
| 2018                                            | 2018                                       |                                            | 1 054                                      |                                            |
| 2019                                            | 2019                                       |                                            | 1 196                                      |                                            |
| 2020                                            | 2020                                       |                                            | 1 271                                      |                                            |
| 2021                                            | 2021                                       |                                            | 1 389                                      |                                            |
| 2022                                            | 2022                                       |                                            | 1 525                                      |                                            |
| 2023                                            | 2023                                       |                                            | 1 647                                      |                                            |
| 2024                                            | 2024                                       |                                            | 1 917                                      |                                            |
| Anm.: Befolkning den 31 december respektive år. |                                            |                                            |                                            |                                            |